# Kawazu
Kawazu (河津町, Kawazu-chō) est un bourg du district de Kamo, situé dans la préfecture de Shizuoka, au Japon.

## Géographie

### Démographie
Au 1er mars 2014, la population de Kawazu s'élevait à 7 634 habitants répartis sur une superficie de 100,79 km2.